# Tromikosoma australe
Tromikosoma australe is een zee-egel uit de familie Echinothuriidae.
De wetenschappelijke naam van de soort werd in 1922 gepubliceerd door René Koehler.